# Лекувець
Лекувець (пол. Lekówiec) — село в Польщі, у гміні Реґімін Цехановського повіту Мазовецького воєводства.
Населення — 86 осіб (2011).
У 1975-1998 роках село належало до Цехановського воєводства.

## Демографія
Демографічна структура станом на 31 березня 2011 року:
|          | Загалом | Допрацездатний вік | Працездатний вік | Постпрацездатний вік |
| -------- | ------- | ------------------ | ---------------- | -------------------- |
| Чоловіки | 39      | 7                  | 28               | 4                    |
| Жінки    | 47      | 12                 | 22               | 13                   |
| Разом    | 86      | 19                 | 50               | 17                   |